# Mecachrome
Mecachrome est une entreprise française spécialisée dans la mécanique de haute précision présente dans les secteurs de l'aéronautique (aérostructure, aéromoteur), de l'automobile (premium et sport automobile), de la défense, du naval, de l'énergie et du spatial. Elle possède une expertise dans l'usinage de pièces mécaniques et d'ensembles complexes, la tôlerie chaudronnerie et l'assemblage de structures de grande envergure.  
En 2004, à la suite du rachat des entreprises R'Tec et JPX, Mecachrome devient Mecachrome Technologies et son siège social est établi à Montréal (Canada). Son principal site de production se situe à Aubigny-sur-Nère, en France. En 2010, Mecachrome International redevient Mecachrome France et installe son siège social à Amboise en Indre-et-Loire. En 2021, Mecachrome rachète le Groupe Hitim et installe son siège social à Blagnac en Haute-Garonne. 
En 2022, le groupe rachète WeAre Group, avec le soutien de ses actionnaires Tikehau Capital et Bpifrance. Mecachrome devient le leader français de la sous-traitance aéronautique, et entre ainsi dans le Top 5 des fabricants européens de pièces d'avion.

## Historique

### Difficultés et sauvetage
En 2007, la société enregistre  une perte nette de 1,3 million d'euros pour un chiffre d'affaires de 295 millions d'euros. Le 12 novembre 2008, Gérard Casella est remplacé par Christian Jacqmin, ex-directeur du groupe belge aéronautique SONACA. Début 2009, Christian Jacqmin est remplacé par Julio De Sousa. De 2014 à 2018, Arnaud de Ponnat est à la tête du groupe. Le 1er avril 2019, Christian Cornille, en provenance d' Airbus Helicopters, prend la présidence du groupe.
Après une période difficile en 2008 à cause d'un marché en mutation et d'un développement mal maîtrisé au Canada, Mecachrome doit être soutenu par trois fonds d'investissement : la Banque Publique d'Investissement à hauteur de 30 %, le Fonds de Solidarité des Travailleurs du Québec à hauteur de 35 % et Ace Management à hauteur de 35 %.
En 2024, Mecachrome est soutenu à 64 % par Tikehau Capital et 36 % par Bpifrance.

### Tentative de mise en vente
Fin 2017, l'entreprise est mise en vente. Mecachrome mandate le groupe Rothschild pour organiser cette vente, plusieurs investisseurs se montrant intéressés, la société ayant retrouvé des finances saines ; la démarche n'aboutit pas. Des négociations pour un rachat en 2022 de Weare Group sont néanmoins annoncées publiquement.

## Organisation

### Dirigeants
Président Directeur Général :
- 1937 - 1971 : Eugène Casella
- 1971 - 10 novembre 2008 : Gérard Casella
- novembre 2008 - mars 2009 : Christian Jacqmin
- mars 2009 - 2014 : Julio de Sousa
- 2014 - octobre 2018 : Arnaud De Ponnat
- octobre 2018-avril 2019 (intérim) : Julio de Sousa
- à partir d'avril 2019 : Christian Cornille

### Actionnariat
- Tikehau Capital : 64 %
- Bpifrance : 36 %

### Activités

#### Aérostructure
L'aérostructure est l’activité principale de Mecachrome qui représente 60 % de son chiffre d'affaires. Mecachrome, implanté sur plusieurs continents, est un leader du marché mondial de l'aérostructure via ses activités d'ingénierie, ses capacités d'usinage de haute précision et ses capacités en assemblages structuraux.

#### Aéromoteur
Depuis plus de 30 ans, Mecachrome est un acteur du secteur de l'aéronautique moteurs dans les secteurs militaires et civils. L'activité aéromoteur représente 20 % de son chiffre d'affaires.
Partenaire des motoristes mondiaux comme Safran Aircraft Engines, Rolls Royce ou MTU, Mecachrome a développé un savoir-faire autour de son métier d'usineur haute précision. Mecachrome s'est notamment spécialisé dans la production de pièces couvrant l'intégralité des zones structures ou rotatives des turbines, depuis les cônes avant jusqu'aux carters d'échappement, la basse comme la haute pression.

### Identité visuelle

Logo de Mecachrome
Ancien logo
Logo lors de l'activité en Formule 1
Logo jusqu'en 2023
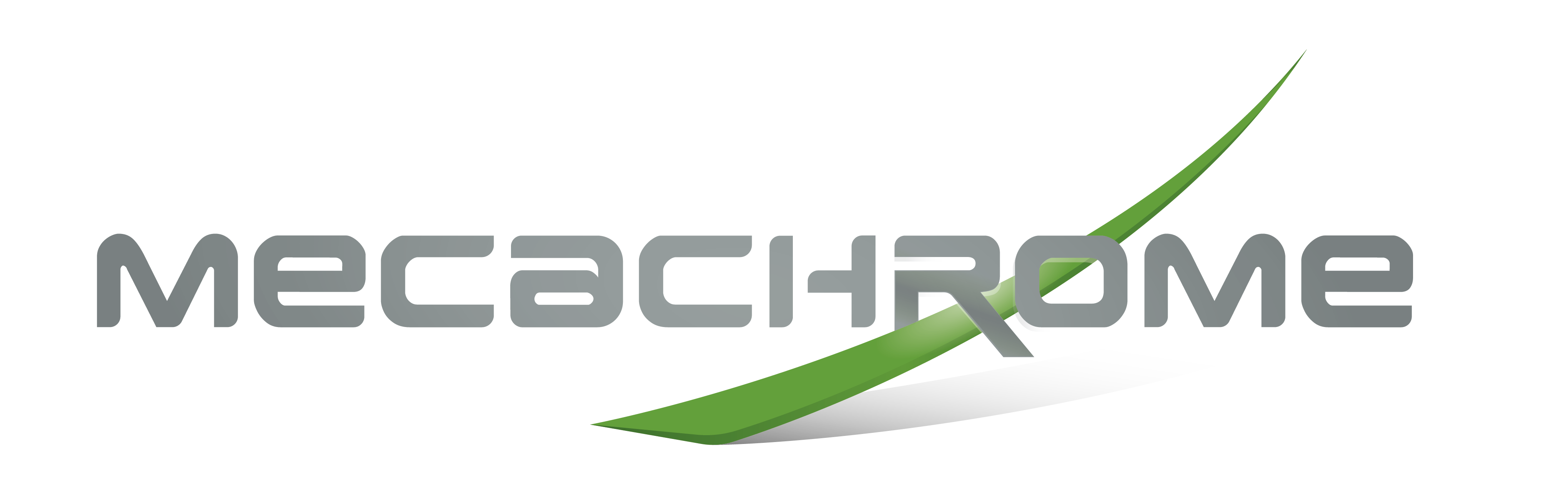
Logo actuel

## Sites de production en 2022
Mecachrome possède vingt-quatre sites au niveau international :
- France
  - Amboise : Usinage et assemblage d'aérostructures (création : 1979)
  - Annecy (issue du rachat de Soromé-Gemma en 2021)
  - Aubigny-sur-Nère : Usinage & assemblage, conception & fabrication moteurs (création : 1962)
  - Bully-les-Mines (création : 1985)
  - Herbignac (issu du rachat de WeAre Group)
  - Launaguet (création : 2012)
  - Le Coteau (issue du rachat de Soromé-Gemma en 2021)
  - Mazères : Fonderie cire perdue avec spécialisation Titane pour pièces moteurs.
  - Montauban (issu du rachat de WeAre Group)
  - Richelieu (issu du rachat de WeAre)
  - Rossi Aero
  - Sablé-sur-Sarthe : Usinage & assemblage de pièces moteurs véhicules (création : 1991)
  - Saint-André-des-Eaux (issu de la reprise d'Espace)
  - Saint Hilaire-de-Voust (issu du rachat de WeAre Group)
  - Sainte-Luce-sur-Loire : Usinage aluminium (création : 2014)
- Canada : Mirabel
- Maroc : zone franche de Tanger (2 sites) + Casablanca (2 sites)
- Tunisie : Fouchana  + Sousse + Jemmel
- Portugal : Évora

## Mecachrome en sport automobile

### Formule 1

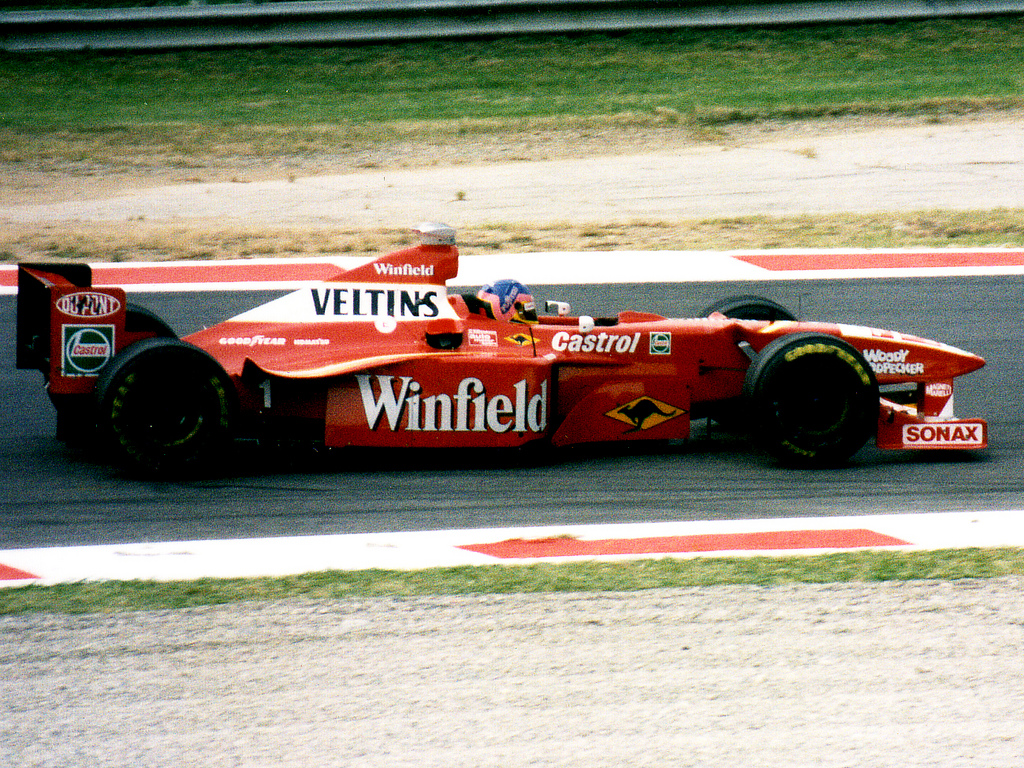
Williams FW20 motorisée par Mecachrome en 1998.

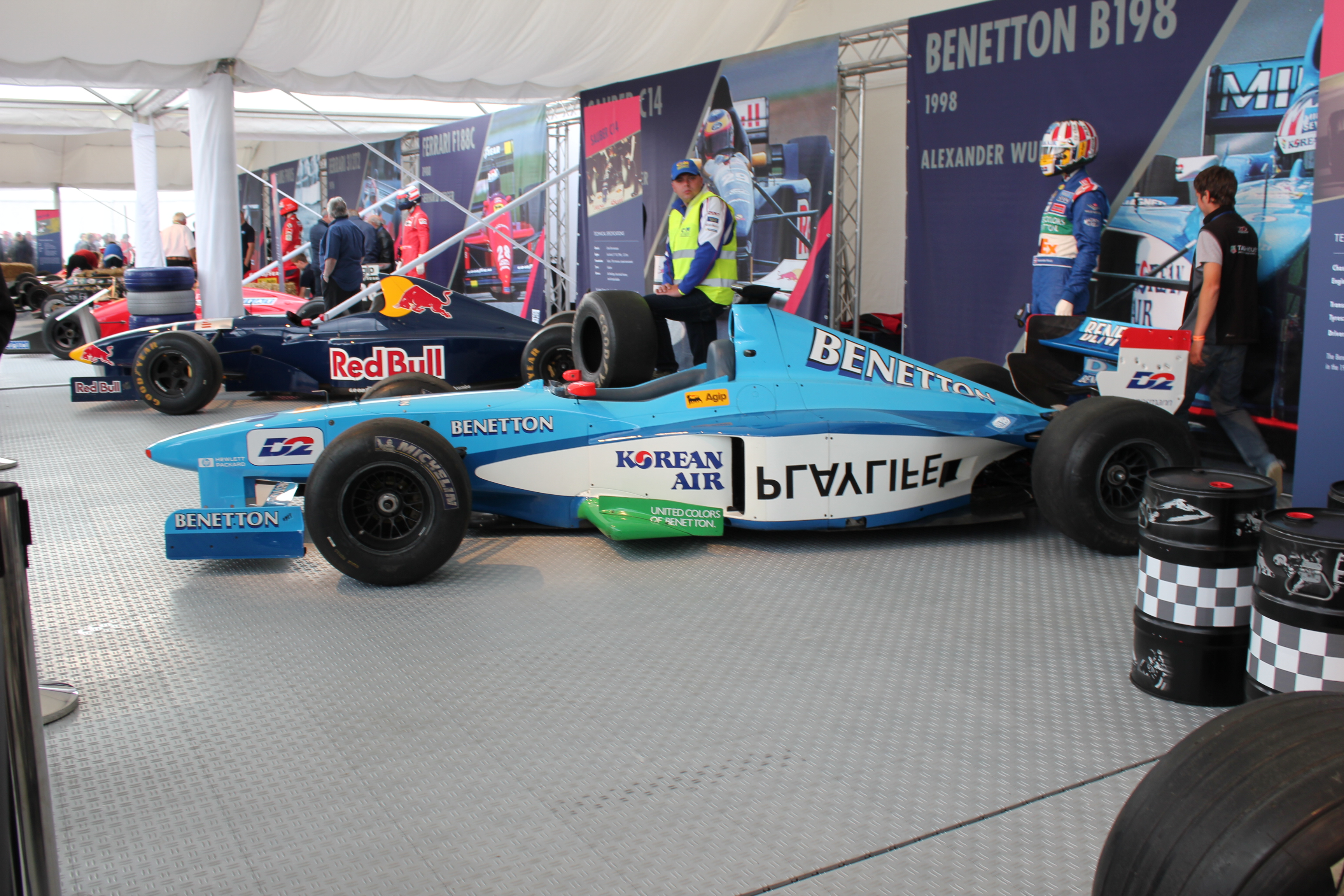
Benetton B198 motorisée par Mecachrome sous le nom Playlife.

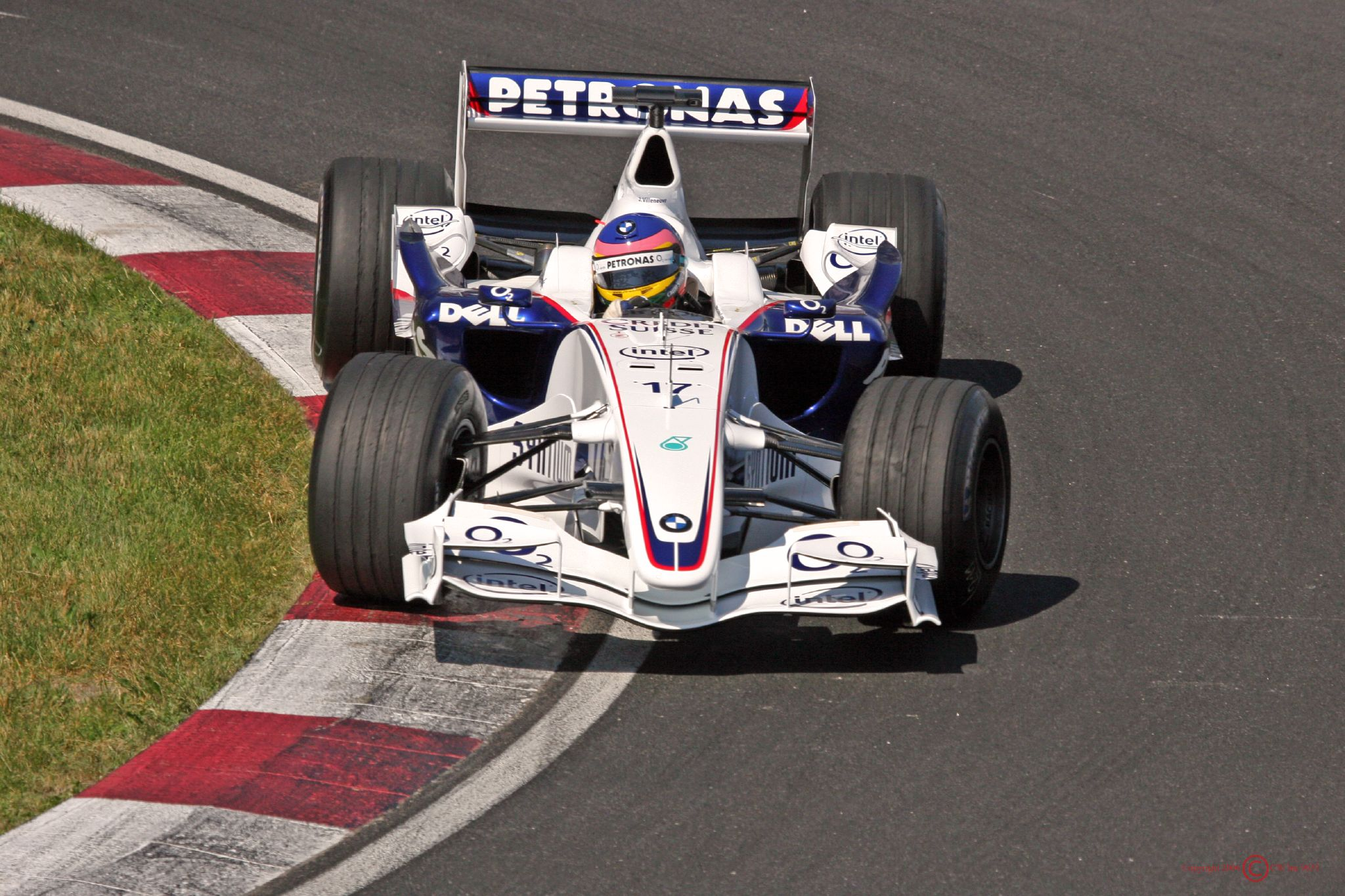
Jacques Villeneuve sur la F1.06

Travaillant notamment pour les sociétés Airbus et Boeing, Mecachrome est aussi sous-traitant de Renault F1 Team, chargée notamment de fabriquer les moteurs de Formule 1 du constructeur français depuis 1977. 
La société a aussi préparé les motorisations des équipes de Formule 1 clientes de Renault de 1983 à 1986 (Lotus, Tyrrell, Ligier). Lorsque Renault se retire officiellement de la discipline reine à l'issue de la saison 1997, Mecachrome poursuit son activité. Mecachrome fabrique, développe et assure la maintenance des moteurs ex-Renault jusqu'en 2000.
À partir de la saison 1999, la société Supertec de Flavio Briatore distribue les moteurs auprès des écuries clientes. Mecachrome ne badge en son nom propre que les moteurs de la saison 1998, fournis aux écuries Williams et Benetton (où le moteur est rebaptisé Playlife), qui utilisaient déjà les blocs Renault l'année précédente. Via Supertec, Mecachrome fournit encore ces deux équipes en 1999, ainsi que BAR. En 2000, les deux équipes clientes sont Benetton (rachetée par Renault en cours de saison) et Arrows, toujours via Supertec.
Sous son nom propre, le bloc Mecachrome a pris le départ de seize Grands Prix et a permis à Williams d'inscrire 38 points. Son meilleur résultat est une troisième place, obtenue à trois reprises grâce à Jacques Villeneuve et Heinz-Harald Frentzen sur la Williams FW20, et la meilleure qualification est une deuxième place sur la grille, obtenue par Villeneuve au GP d'Italie.
Mecachrome a racheté la société Heini Mader Racing en 2004. Via cette filiale, Mecachrome conçoit et fabrique les moteurs et boîtes de vitesses des monoplaces de GP2 Series depuis la création de cette série.
Le RS9 est baptisé Supertec FB01 pour la saison 1999.
- 10 cylindres en V à 71°
- Cylindrée : 2 999 cm3
- Régime moteur : 15 600 tr/min
- Puissance : 775 ch
- Poids : 121 kg
- Longueur : 623 mm
- Largeur : 542 mm

Lors de la saison 2006, BMW confie l'usinage et l'assemblage de son moteur V8 à Mecachrome, afin d'équiper son écurie BMW Sauber F1 Team.
En février 2021, Renault/Alpine renouvelle son partenariat avec Mecachrome.
| Saison | Écurie              | Châssis       | Moteur                                | Pneus | Pilote                | 1    | 2   | 3    | 4    | 5    | 6    | 7    | 8   | 9    | 10   | 11  | 12  | 13   | 14   | 15  | 16  | Points | Classement des constructeurs |
| ------ | ------------------- | ------------- | ------------------------------------- | ----- | --------------------- | ---- | --- | ---- | ---- | ---- | ---- | ---- | --- | ---- | ---- | --- | --- | ---- | ---- | --- | --- | ------ | ---------------------------- |
| 1998   | Winfield Williams   | Williams FW20 | Mecachrome GC37-01 3.0 V10            | G     |                       | AUS  | BRA | ARG  | SMR  | ESP  | MON  | CAN  | FRA | GBR  | AUT  | GER | HUN | BEL  | ITA  | LUX | JPN | 38     | 3e                           |
| 1998   | Winfield Williams   | Williams FW20 | Mecachrome GC37-01 3.0 V10            | G     | Jacques Villeneuve    | 5    | 7   | Abd. | 4    | 6    | 5    | 10   | 4   | 7    | 6    | 3   | 3   | Abd. | Abd. | 8   | 6   | 38     | 3e                           |
| 1998   | Winfield Williams   | Williams FW20 | Mecachrome GC37-01 3.0 V10            | G     | Heinz-Harald Frentzen | 3    | 5   | 9    | 5    | 8    | Abd. | Abd. | 15  | Abd. | Abd. | 9   | 5   | 4    | 7    | 5   | 5   | 38     | 3e                           |
| 1998   | Mild Seven Benetton | Benetton B198 | Playlife (Mecachrome) GC37-01 3.0 V10 | B     | Giancarlo Fisichella  | Abd. | 6   | 7    | Abd. | Abd. | 2    | 2    | 9   | 5    | Abd. | 7   | 8   | Abd. | 8    | 6   | 8   | 33     | 5e                           |
| 1998   | Mild Seven Benetton | Benetton B198 | Playlife (Mecachrome) GC37-01 3.0 V10 | B     | Alexander Wurz        | 7    | 4   | 4    | Abd. | 4    | Abd. | 4    | 5   | 4    | 9    | 11  | 16  | Abd. | Abd. | 7   | 9   | 33     | 5e                           |

Légende : ici 

### Endurance
En janvier 2017, Ginetta annonce être en négociation avec Mecachrome pour la fourniture de moteur dans la catégorie LMP1 à l'horizon 2018,. 
Le 28 février, Mecachrome est confirmé comme motoriste du programme Ginetta LMP1. Au siège social de Mecachrome, à Aubigny-sur-Nère, Ewan Baldry, le directeur technique de Ginetta déclare : « Nous sommes ravis de travailler avec Bruno et Mecachrome sur le moteur Ginetta LM P1. Les deux parties voient le paysage actuel LMP1 comme l’opportunité parfaite de s’impliquer dans le projet et nous nous attendons à une année 2017 très excitante ». Bruno Engelric, un des responsables de Mecachrome s'exprime : « Mecachrome est impatient de travailler avec Ginetta pour leur arrivée en LM P1. Après avoir passé du temps avec l'équipe en Angleterre et en France, il est clair que nous avons tous les deux un personnel fantastique qui travaille sur le projet et nous nous réjouissons de l’avenir »,,.
En août 2018, malgré des résultats encourageants, Ginetta rompt les accords les liants avec Mecachrome.
En 2023, l'écurie Alpine Endurance Team lance un programme visant à rejoindre le championnat WEC, en répondant aux règles LMDh d'hypercar. Pour motoriser l'Alpine A424, le moteur mecachrome V6 turbo de 3,4 L est choisi,,. Si ce moteur est connu pour avoir des problèmes de fiabilité, l'écurie assure l'avoir largement amélioré pour pouvoir l'utiliser lors de courses d'endurance,.
En 2024, l'écurie termine les trois premières épreuves,  cependant, aux 24 heures du Mans, les deux voitures engagées abandonnent sur avaries de moteur.

### Autres catégories
- Formule 2 : À partir de 2005, Mecachrome est le motoriste exclusif des monoplaces du GP2 puis de la Formule 2.
- GP3 : À partir de 2016, Mecachrome motorise les Dallara GP3/16 concourant pour les GP3 Series.